# Slå-legen
Slå-legen er en leg, som leges af en gruppe børn (eller voksne, der keder sig). Når en af deltagerne ser et køretøj af en bestemt type, må personen slå en af de andre deltagere. Hver bil giver kun ret til ét slag. Der føres som regel ikke egentligt regnskab og man må ikke slå igen. I nogle varianter må man kun slå de andre, hvis "modstanderen" ikke når at sige fx "gul bil", inden man har nået at slå.  
I forskellige kredse er det forskellige køretøjer, der giver ret til slag, fx gule biler, lastbiler fra 3x34 eller Danske Fragtmænd, Citroën Berlingo, folkevogne eller grønthøstere ("møffelhorn"). Fiat Multipla ("dellebilen") kan i en variant af legen give ret til at nappe en anden deltager i siden.
Legen har gerne forskellige navne efter hvilket køretøj, der giver ret til at slå, således fx 3x34-legen.